# Jan Habsbursko-Lotrinský
Jan Habsbursko-Lotrinský (20. ledna 1782, Florencie – 11. května 1859, Štýrský Hradec) byl rakouský arcivévoda a vojevůdce z rodu habsbursko-lotrinského. Byl třináctým dítětem císaře Leopolda II., bratrem císaře Františka I. (II.). Patřil k nejpopulárnějším členům habsburského rodu.

## Život

### Mládí
Narodil se jako Jan Křtitel toskánskému velkovévodovi Petru Leopoldovi (budoucí císař Leopold II.) a jeho ženě Marii Ludovice Neapolsko-Sicilské, dceři Karla III. Španělského z rodu Bourbonů. Rodným jazykem arcivévody Jana byla italština a také francouzština. Až později se doučil německy. Jako jediný ze 16 sourozenců měl za kmotra obyčejného měšťana, Giovanniho Filippa Barellaia, na rozdíl od jeho 12 sourozenců, které křtil vždy příslušník některé z vládnoucích evropských dynastií. Další tři mladší bratři měli za kmotry příslušníky kapucínského řádu v Pise.
Mezi učitele arcivévody Jana patřil František Antonín von Zeiller, spolutvůrce Všeobecného občanského zákoníku. Švýcar Armand, hrabě Motet ho přivedl k zájmu o techniku a geografii a jeho učitelem byl také důstojník a generálmajor František Haager, svobodný pán z Allensteigu. Ten se stal hofmistrem pěti mladším synům Leopolda II., včetně arcivévody Jana, až po císařově nečekané smrti. Díky němu měli kladný vztah k armádě a vojenství. Jako třináctiletý se v roce 1795 stal majitelem dragounského pluku č. 1, kde získával praktický vojenský výcvik. V jeho 16 letech se mu novým učitelem stal opět Švýcar, historik a spisovatel Jan von Müller. Arcivévoda Jan se také věnoval studiu vojenské historie. Díky svým učitelům si zamiloval Švýcarsko a hory, hlavně Alpy a tamní obyvatele.

### Napoleonské války

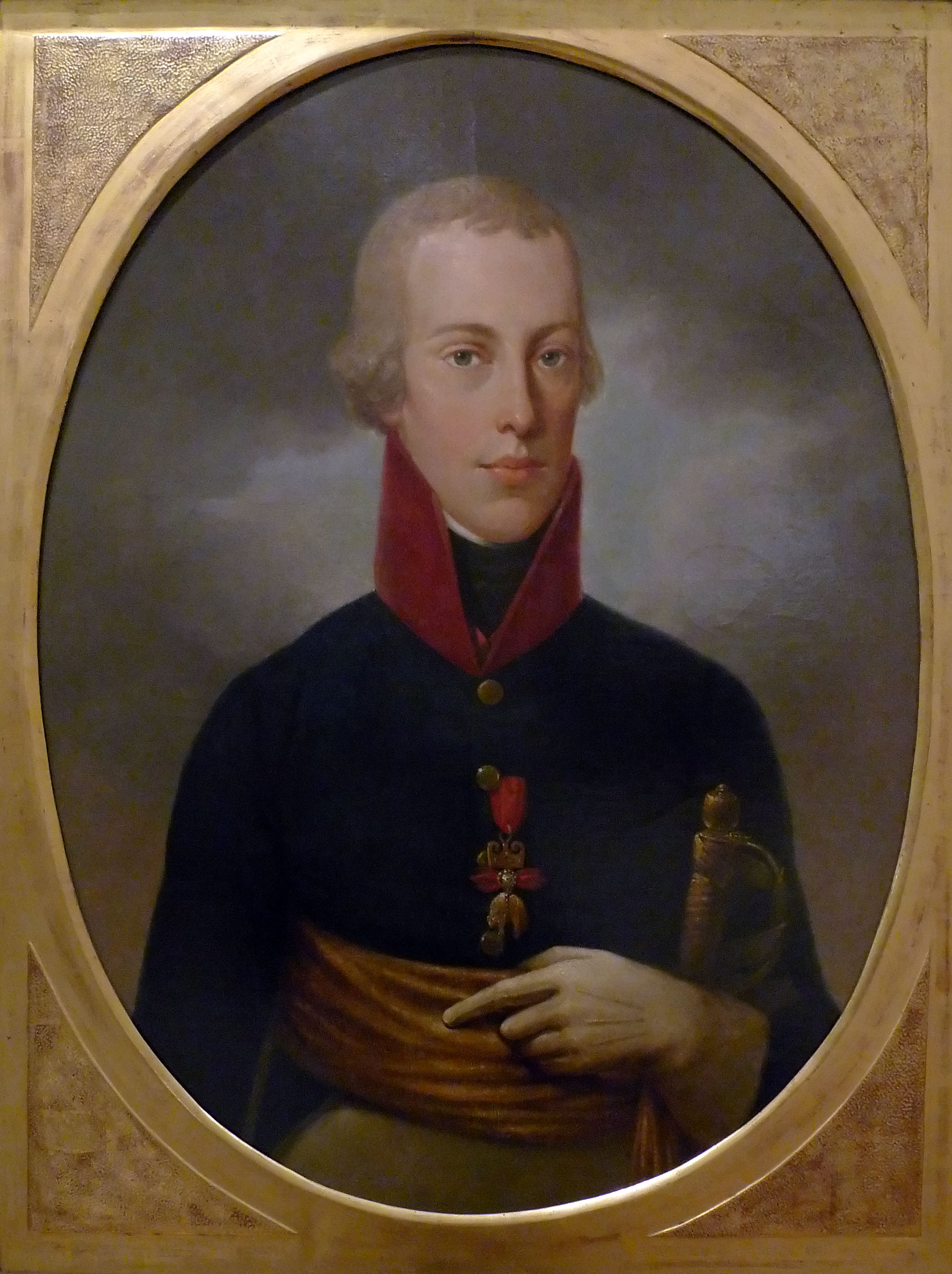
arcivévoda Jan v roce 1800

Dne 8. září 1800 byl jmenován podmaršálkem a pověřen velením rakouské armády operující v Německu. Již 3. prosince 1800 byl v bitvě u Hohenlinden poražen a poté z velení odvolán. V roce 1801 se stal generálním ředitelem ženijních a pevnostních jednotek a ředitelem Vojenské inženýrské akademie ve Vídni. Cestoval po říši, kde prováděl rozsáhlé inspekce, nepř. v Alpách, na Moravě, v Čechách a v Benátsku. V Tyrolsku potkal Andrease Hofera, velkého tyrolského patriota a svého pozdějšího přítele.
V roce 1805 se stal vrchním ředitelem „Kadetního domu“ ve Vídeňském Novém Městě a poté řídil obranu severotyrolských průsmyků, za což obdržel komandérský kříž Vojenského řádu Marie Terezie. Válka se pro Rakousko nevyvíjela šťastně. Nepřátelská vojska začala pronikat na území Tyrol a arcivévoda Jan byl nucen se svou armádou zemi opustit a připojit se k bratru Karlovi. Spolu s bratrovými silami se měli spojit s hlavní armádou, operující na severu.
Po bitvě u Slavkova, kde rakouská vojska utrpěla těžkou porážku, bylo v Bratislavě podepsáno příměří 26. prosince 1805 (Bratislavský mír) a Rakousko ztratilo Benátsko, Istrii a Dalmácii, ale taky Tyrolsko, které připadlo Bavorskému království. Arcivévoda Jan se pustil do reorganizace armády. V roce 1808 se angažoval ve vzniku zeměbrany (Landeswehru). O rok později velel VIII. a IX. sboru rakouské italské armády. Dne 16. dubna 1809 dosáhl vítězství u Sacile, avšak byl poražen u Pávie a Rábu. I přes tyto neúspěchy obdržel velkokříž tereziánského řádu. K největším bitvám však došlo u vesnic Aspern a Deutsch-Wagram. Nejprve utrpěl porážku Napoleon, ale později se situace obrátila a rakouská armáda musela ustoupit.
Mezitím se v Tyrolsku schylovalo k povstání vedenému baronem Andreasem Dipaulim, Josefem von Giovanellim a Andreasem Hoferem. Vypuknout mělo v okamžiku, kdy Rakousko vypoví válku Francii a císařské jednotky vpochodují do Tyrol. Vrchní velení nad celou akcí převzal arcivévoda Jan. Situace se z počátku pro povstalce vyvíjela dobře, nakonec však byli poraženi a vypovězeni ze země. Jan byl předvolán k císaři do Vídně a další pobyt v Tyrolsku mu byl zapovězen, což zároveň znamenalo konec jeho vojenské kariéry.

### Ve Štýrsku
Jan se poté usadil ve Štýrsku, kde silně přispěl k jeho hospodářsko-kulturnímu povznesení, hlavně tím, že v roce 1811 založil ve Štýrském Hradci zemské muzeum a zároveň technickou školu – „Joanneum“. To si vydobylo v rakouské monarchii přední postavení mezi podobnými institucemi. Mezi přednášejícími profesory byli např. mineralolog Friedrich Mohs, profesor chemie a botaniky Vavřinec Vest, astronom Jan Filip Neumann a technolog František Jerchowsky. Nechal upravit zahradu přiléhající k budově školy na zahradu botanickou. V roce 1842 mělo učení na Joanneu celostátně uznávanou platnost; v 80. letech 19. stol. byla instituce rozdělena na vlastní muzeum a technickou vysokou školu (dnes TU Graz), obě si podržely svou prestiž.
Zakládal také různé kulturní, hospodářské, podpůrné, zdravotní a sociální spolky, např. v lednu roku 1819 se podílel na založení Čtenářského spolku při Joanneu, který existoval do roku 1871. Podobně vznikl Hudební spolek a Zemědělská společnost. V budoucnu vznikaly i další organizace, spolky a instituce.
V letech hladomoru 1816 a 1817 propagoval pěstování brambor. Z jeho iniciativy také proběhlo první očkování proti neštovicím.
V období revoluce v roce 1848 byl Jan zvolen říšským správcem, kterým zůstal do prosince 1849.
Zemřel 10. května 1859 ve Štýrském Hradci a byl pohřben v hrobce kterou založil na svém panství Scena (Schenna) u Merana (dnes v Itálii).

## Rodina

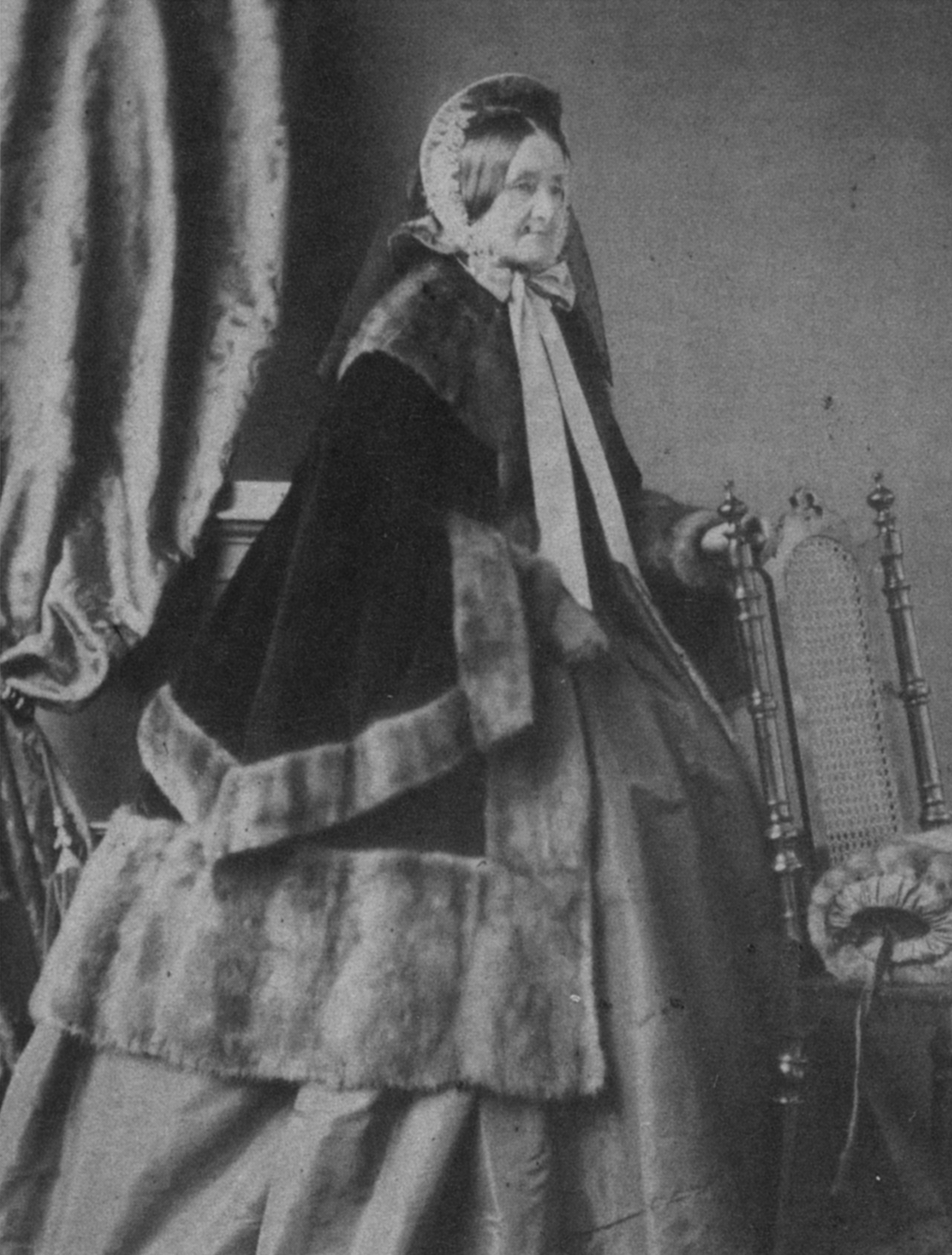
Anna Plochlová jako vdova (1860)

V roce 1819 se arcivévoda Jan seznámil s neurozenou Annou Plochlovou (* 1804), dcerou poštmistra v Ausee. V roce 1824 spolu začali žít na zámku Brandhof a o pět let později byli se svolením císaře Františka konečně oddáni. Po deseti letech, v roce 1839, se manželům narodil jediný syn František (1839–1891), který již v dětském věku obdržel titul hraběte z Meranu. Z jeho potomstva později vynikl Rudolf von Meran (1872–1959), který byl za první světové války místodržitelem v Horním Rakousku a Tyrolsku.
K jeho potomkům patřil v roce 2016 zesnulý dirigent Nikolaus Harnoncourt.

## Dílo
- Der Brandhofer und seine Hausfrau, vyd. Walter Koschatzky, Graz, 3. vyd. 1978
- Achtundvierzig Briefe Seiner Kaiserlichen Hoheit an Johann von Müller, Schaffhausen 1848
- Feldzugserzählung 1809, vyd. Alois Veltzé, Wien 1909
- Erzherzog Johann von Österreich. Briefwechsel Seiner Kaiserlichen Hoheit vom Jahre 1850 bis 1859, vyd. August Jochmus. Berlin 1884
- Aus dem Tagebuche des Ehrherzog Johanns von Österreich 1813 bis 1815, vyd. Franz von Krones, Innsbruck 1891
- Briefwechsel zwischen Johann Baptist von Österreich und Anton Graf von Prokesch-Osten, vyd. Anton Schlossar, Stuttgart 1898
- Ehrherzog Johann von Österreich als Reichsverweser. Der unveröffentlichte Briefwechsel mit Fürst Felix zu Schwarzenberg aus den Jahren 1848 und 1849, vyd. Ernst Hoor, Wien 1981[11]

## Vývod z předků
|                          |                                             |  |                                   |                                          |  |  |  |  |  |  |  | Karel V. Lotrinský |
|                          |                                             |  |                                   |                                          |  |  |  |  |  |  |  |                    |
|                          | Leopold Josef Lotrinský                     |  |                                   |                                          |  |  |  |  |  |  |  |                    |
|                          |                                             |  |                                   |                                          |  |  |  |  |  |  |  |                    |
|                          |                                             |  |                                   | Eleonora Marie Josefa Habsburská         |  |  |  |  |  |  |  |                    |
|                          |                                             |  |                                   |                                          |  |  |  |  |  |  |  |                    |
|                          | František I. Štěpán                         |  |                                   |                                          |  |  |  |  |  |  |  |                    |
|                          |                                             |  |                                   |                                          |  |  |  |  |  |  |  |                    |
|                          |                                             |  |                                   | Filip I. Orléanský                       |  |  |  |  |  |  |  |                    |
|                          |                                             |  |                                   |                                          |  |  |  |  |  |  |  |                    |
|                          | Alžběta Charlotta Orléanská                 |  |                                   |                                          |  |  |  |  |  |  |  |                    |
|                          |                                             |  |                                   |                                          |  |  |  |  |  |  |  |                    |
|                          |                                             |  |                                   | Alžběta Šarlota Falcká                   |  |  |  |  |  |  |  |                    |
|                          |                                             |  |                                   |                                          |  |  |  |  |  |  |  |                    |
|                          | Leopold II.                                 |  |                                   |                                          |  |  |  |  |  |  |  |                    |
|                          |                                             |  |                                   |                                          |  |  |  |  |  |  |  |                    |
|                          |                                             |  |                                   | Leopold I.                               |  |  |  |  |  |  |  |                    |
|                          |                                             |  |                                   |                                          |  |  |  |  |  |  |  |                    |
|                          | Karel VI.                                   |  |                                   |                                          |  |  |  |  |  |  |  |                    |
|                          |                                             |  |                                   |                                          |  |  |  |  |  |  |  |                    |
|                          |                                             |  |                                   | Eleonora Magdalena Falcko-Neuburská      |  |  |  |  |  |  |  |                    |
|                          |                                             |  |                                   |                                          |  |  |  |  |  |  |  |                    |
|                          | Marie Terezie                               |  |                                   |                                          |  |  |  |  |  |  |  |                    |
|                          |                                             |  |                                   |                                          |  |  |  |  |  |  |  |                    |
|                          |                                             |  |                                   | Ludvík Rudolf Brunšvicko-Wolfenbüttelský |  |  |  |  |  |  |  |                    |
|                          |                                             |  |                                   |                                          |  |  |  |  |  |  |  |                    |
|                          | Alžběta Kristýna Brunšvicko-Wolfenbüttelská |  |                                   |                                          |  |  |  |  |  |  |  |                    |
|                          |                                             |  |                                   |                                          |  |  |  |  |  |  |  |                    |
|                          |                                             |  |                                   | Kristýna Luisa Öttingenská               |  |  |  |  |  |  |  |                    |
|                          |                                             |  |                                   |                                          |  |  |  |  |  |  |  |                    |
| Jan Habsbursko-Lotrinský |                                             |  |                                   |                                          |  |  |  |  |  |  |  |                    |
|                          |                                             |  |                                   |                                          |  |  |  |  |  |  |  |                    |
|                          |                                             |  | Ludvík Francouzský, velký dauphin |                                          |  |  |  |  |  |  |  |                    |
|                          |                                             |  |                                   |                                          |  |  |  |  |  |  |  |                    |
|                          | Filip V. Španělský                          |  |                                   |                                          |  |  |  |  |  |  |  |                    |
|                          |                                             |  |                                   |                                          |  |  |  |  |  |  |  |                    |
|                          |                                             |  |                                   | Marie Anna Bavorská                      |  |  |  |  |  |  |  |                    |
|                          |                                             |  |                                   |                                          |  |  |  |  |  |  |  |                    |
|                          | Karel III. Španělský                        |  |                                   |                                          |  |  |  |  |  |  |  |                    |
|                          |                                             |  |                                   |                                          |  |  |  |  |  |  |  |                    |
|                          |                                             |  |                                   | Eduard Parmský                           |  |  |  |  |  |  |  |                    |
|                          |                                             |  |                                   |                                          |  |  |  |  |  |  |  |                    |
|                          | Isabela Farnese                             |  |                                   |                                          |  |  |  |  |  |  |  |                    |
|                          |                                             |  |                                   |                                          |  |  |  |  |  |  |  |                    |
|                          |                                             |  |                                   | Dorotea Žofie Falcko-Neuburská           |  |  |  |  |  |  |  |                    |
|                          |                                             |  |                                   |                                          |  |  |  |  |  |  |  |                    |
|                          | Marie Ludovika Španělská                    |  |                                   |                                          |  |  |  |  |  |  |  |                    |
|                          |                                             |  |                                   |                                          |  |  |  |  |  |  |  |                    |
|                          |                                             |  |                                   | August II. Silný                         |  |  |  |  |  |  |  |                    |
|                          |                                             |  |                                   |                                          |  |  |  |  |  |  |  |                    |
|                          | August III. Polský                          |  |                                   |                                          |  |  |  |  |  |  |  |                    |
|                          |                                             |  |                                   |                                          |  |  |  |  |  |  |  |                    |
|                          |                                             |  |                                   | Kristýna Eberhardýna Hohenzollernová     |  |  |  |  |  |  |  |                    |
|                          |                                             |  |                                   |                                          |  |  |  |  |  |  |  |                    |
|                          | Marie Amálie Saská                          |  |                                   |                                          |  |  |  |  |  |  |  |                    |
|                          |                                             |  |                                   |                                          |  |  |  |  |  |  |  |                    |
|                          |                                             |  |                                   | Josef I. Habsburský                      |  |  |  |  |  |  |  |                    |
|                          |                                             |  |                                   |                                          |  |  |  |  |  |  |  |                    |
|                          | Marie Josefa Habsburská                     |  |                                   |                                          |  |  |  |  |  |  |  |                    |
|                          |                                             |  |                                   |                                          |  |  |  |  |  |  |  |                    |
|                          |                                             |  |                                   | Amálie Vilemína Brunšvicko-Lüneburská    |  |  |  |  |  |  |  |                    |
|                          |                                             |  |                                   |                                          |  |  |  |  |  |  |  |                    |